# Faget
Pour les articles homonymes, voir Faget (homonymie).
Faget (prononcé [faʒɛt] ; aussi Le Faget, Le Faget d'Oloron) est une ancienne commune française du département des Pyrénées-Atlantiques. La commune est unie avant 1806, de même que Soeix, à Oloron.

## Géographie
Le village se situe à la naissance des trois vallées du Haut-Béarn : la vallée d'Aspe, la vallée d'Ossau et la vallée de Barétous. 
Il se décompose en deux parties : le Faget « du haut » avec sa chapelle du XIIIe siècle et le Faget « du bas » qui se situe à l'intersection des routes traversant le hameau. 

### Hydrographie
La commune est drainée par l'Auronce et par divers petits cours d'eau.
L'Auronce, d'une longueur totale de 22 km, prend sa source dans la commune de Lasseube et s'écoule d'est en ouest. Il traverse la commune et se jette dans le gave d'Oloron à Saucède, après avoir traversé 10 communes

## Toponymie
Le toponyme Faget apparaît sous les formes
Hospitale de Faget (1128, titres d'Aubertin), 
Le Faget (1215, cartulaire d'Oloron), 
Los Fagetz (1548, réformation de Béarn) et 
Le Faget (1863, Dictionnaire topographique Béarn-Pays basque).

## Une terre formatrice
Le Faget doit détenir le record de France comme pourvoyeur des grandes écoles françaises. De quatre fermes, toutes de faible superficie et sur 2km², sont issus : 
- Deux anciens élèves de l'Ecole Normale Supérieure entrés ensuite à l'ENA.
- Un polytechnicien (Marc Amédée Riutort).
- Deux élèves d'HEC.
- Deux Saint-Cyriens.

## Économie
Le village fait partie de la zone d'appellation de l'ossau-iraty. 
Son économie est essentiellement agricole avec plusieurs fermes implantées dans le village. 

## Culture locale et patrimoine

### Patrimoine religieux
Le village possède une chapelle (chapelle Notre-Dame du Faget) construite au XVIIe siècle au sommet de la colline surplombant le hameau. La chapelle abandonnée depuis la fin des années 1950 fut sauvée de la destruction et rénovée en 1978. Elle n'est accessible au public qu'à l'occasion d'évènements culturels. Sa charpente est remarquée pour sa structure. 
Une nouvelle chapelle a été construite à la fin des années 1950 au centre du village et au bord de la route principale, elle est toutefois située sur la commune de Goès (hameau du Faget de Goès).

### Culture
Le groupe musical Les Chanteurs du Faget fondée en 1966 est originaire du village.

## Galerie

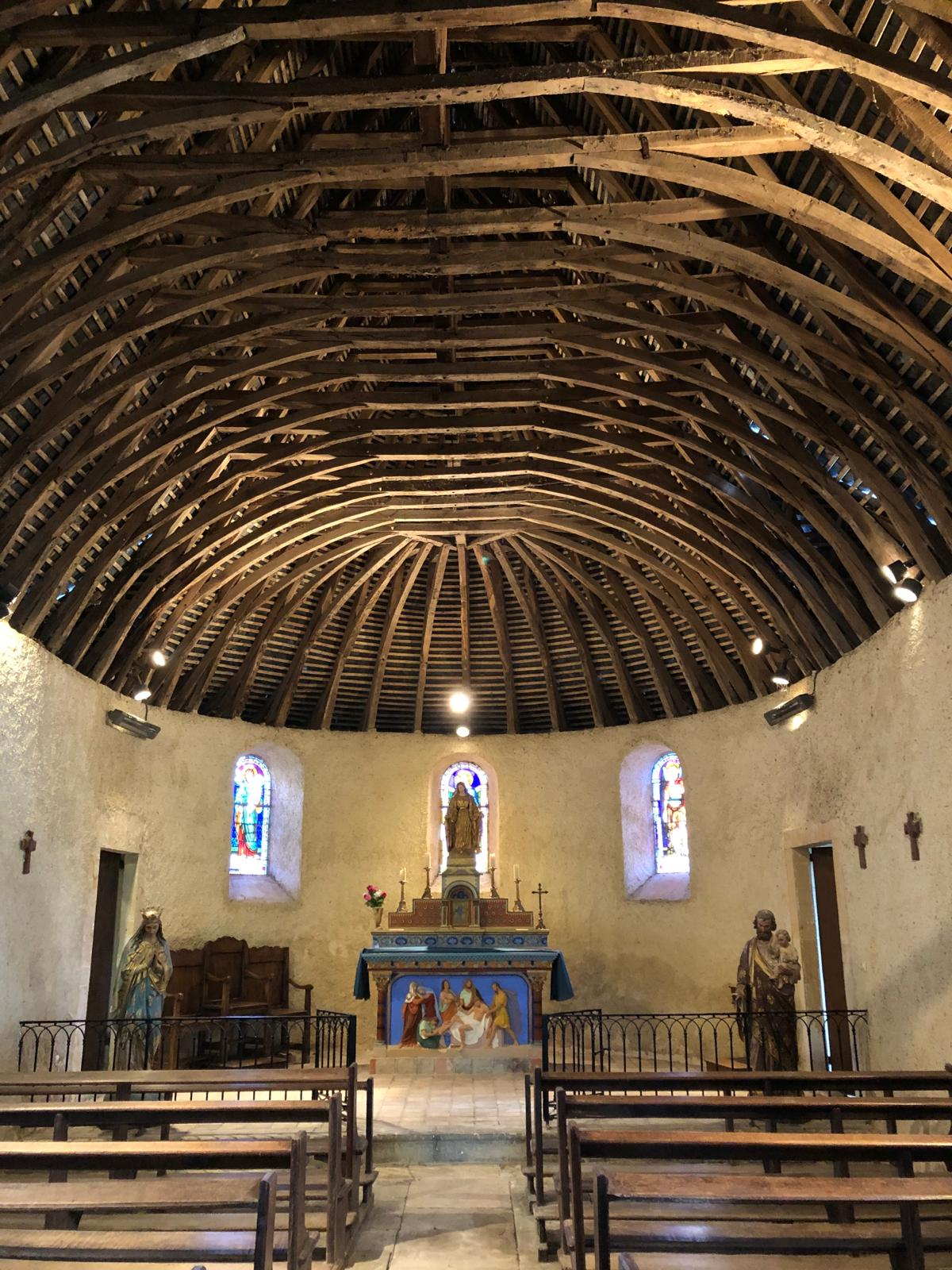
Nef et chœur de la Chapelle Notre Dame du Faget
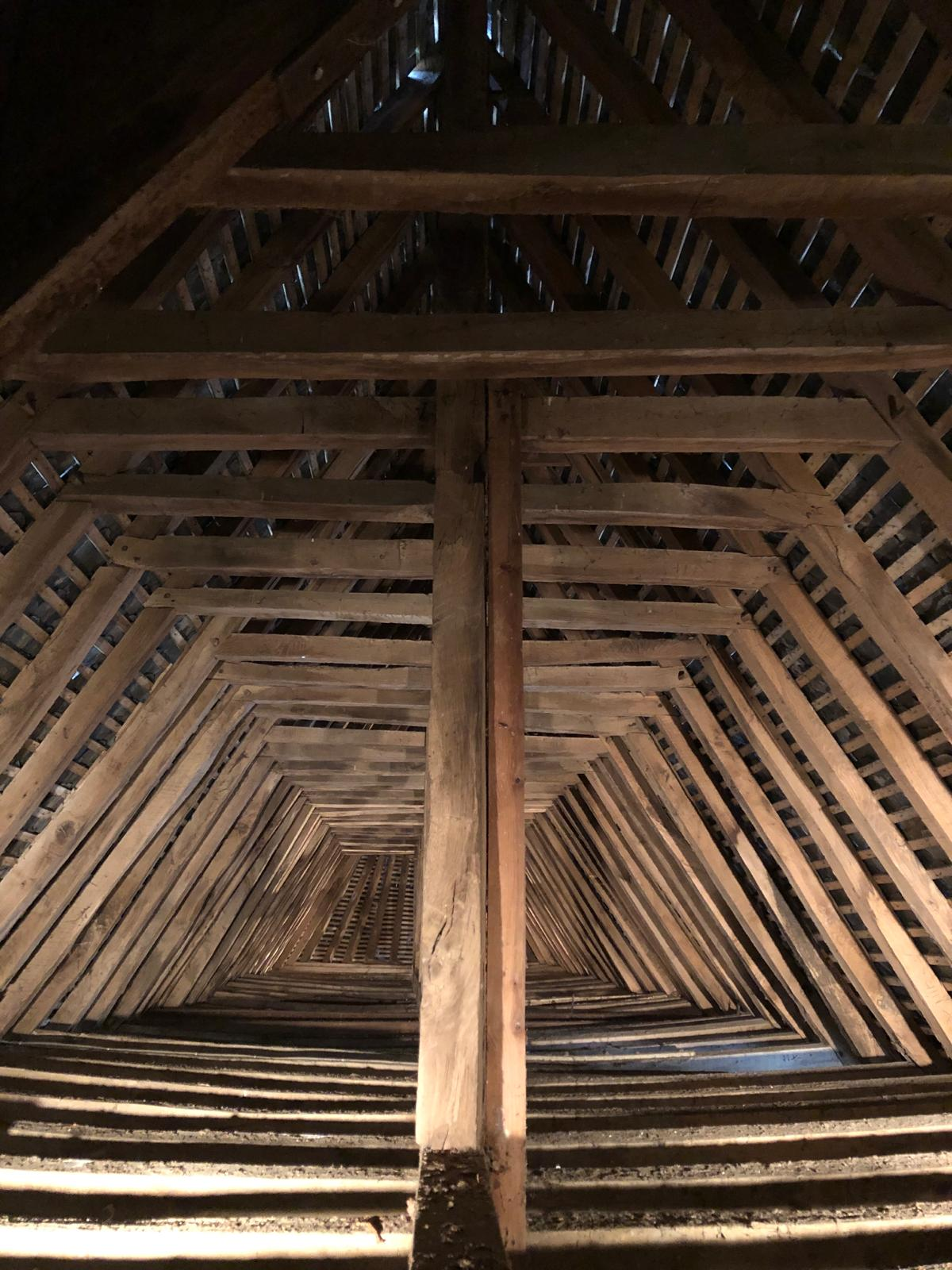
Charpente de la Chapelle Notre Dame du Faget
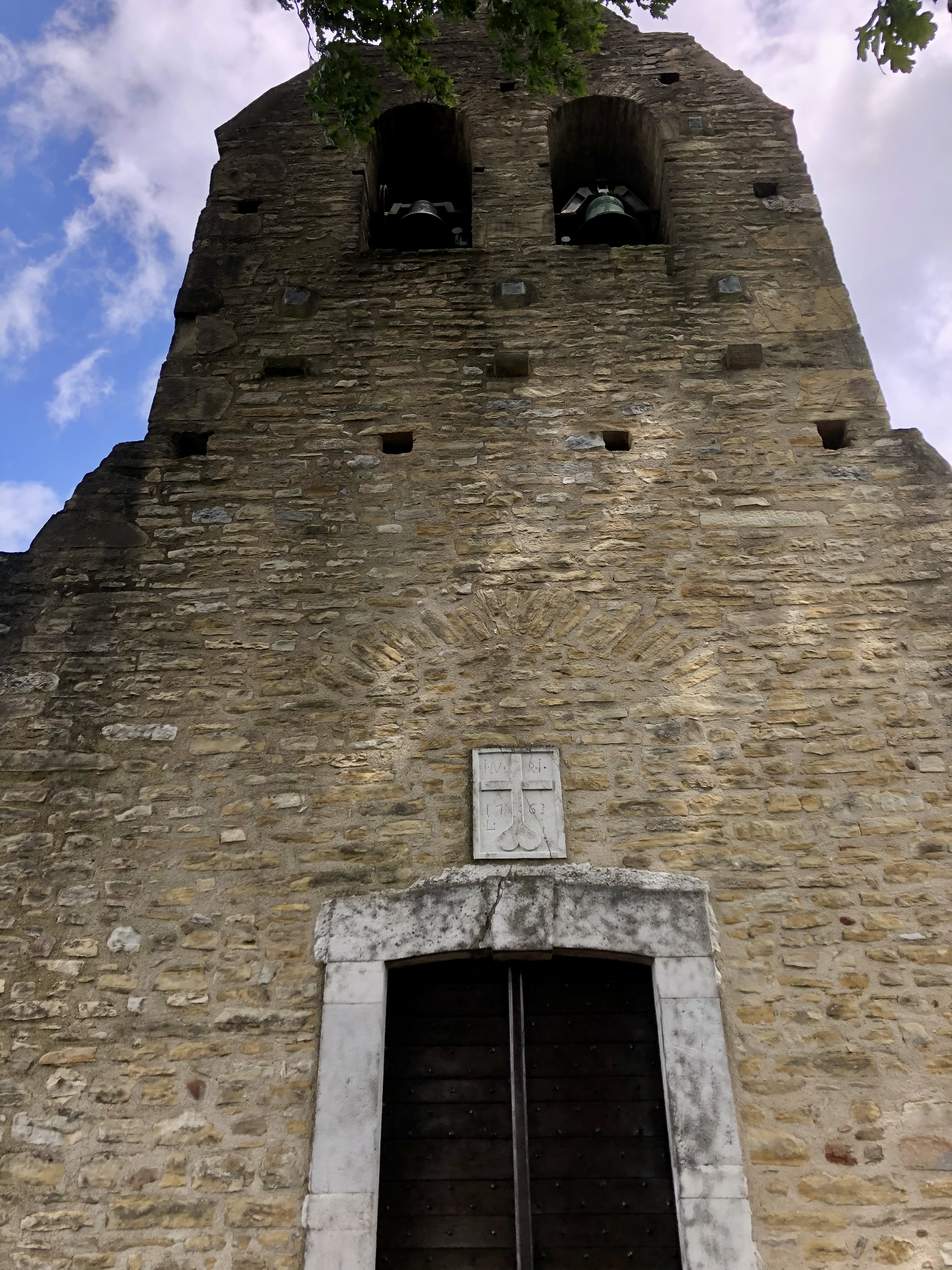
Entrée et clocher de la Chapelle Notre Dame du Faget

## Pour approfondir